# Nairobia bifrons
Nairobia bifrons är en insektsart som beskrevs av De Lotto 1964. Nairobia bifrons ingår i släktet Nairobia och familjen ullsköldlöss. Inga underarter finns listade i Catalogue of Life.